# Odile Feltes-Gaillard
Justine (Odile) Feltes-Gaillard  (Martelange, 7 juli 1915 – Luxemburg-Stad, 26 augustus 1999) was een Belgisch graficus, kunstschilder en tekenaar. Vanaf eind jaren 1950 woonde ze in het groothertogdom Luxemburg.

## Leven en werk
Odile Gaillard werd geboren in de Belgische provincie Luxemburg. Ze kreeg haar artistieke opleiding op het atelier van Maria Fürst in Messancy, die haar stimuleerde verder te gaan met schilderen. Ze trouwde met Emile Feltes (1915-2001) en trok eind jaren 1950 met hem naar het groothertogdom Luxemburg. Ze bekwaamde zich verder op het atelier van Lé Tanson in Mondorf-les-Bains en volgde een cursus keramiek.
Feltes-Gaillard maakte aquarellen, pastels, tekeningen, emailles, zeefdrukken en linosnedes en in de jaren 70 ook keramische maskers. Terugkerende thema's in haar werk waren het kind en de kosmos. Ze sloot zich in 1963 aan bij de kunstenaarsvereniging Cercle Artistique de Luxembourg (CAL), en nam deel aan de jaarlijkse Salons du CAL. In 1966 had ze een solotentoonstelling ten behoeve van het Rode Kruis in de Cercle municipal in Luxemburg-Stad. Ze exposeerde verder onder meer op de Salon de Pâques in Parijs (1968), in de Galerie Municipale van Esch-sur-Alzette (1974),, op de Salon des Indépendants in Parijs (1978) en in het Centre Marcel Noppeney in Oberkorn (1989).
Odile Feltes-Gaillard overleed op 84-jarige leeftijd en werd begraven in Athus.

## Enkele werken
- 1977 illustraties voor Où va donc la musique ? Poèmes, een gedichtenbundel van Jean-Michel Klopp.

## Onderscheidingen
- 1970 1e prijs, hors concours, Nice
- 1973 Gouden Palm, Grand prix Reine Fabiola.

- Musée national d'archéologie, d'histoire et d'art: lkl004170